# Монтура (Флорида)
Монтура (англ. Montura) — переписна місцевість (CDP) в США, в окрузі Гендрі штату Флорида. Населення — 3343 особи (2020).

## Географія
Монтура розташована за координатами 26°38′34″ пн. ш. 81°5′37″ зх. д. / 26.64278° пн. ш. 81.09361° зх. д. (26.642827, -81.093738).  За даними Бюро перепису населення США в 2010 році переписна місцевість мала площу 57,96 км², уся площа — суходіл.

## Демографія
Згідно з переписом 2010 року, у переписній місцевості мешкали 3283 особи в 1020 домогосподарствах у складі 774 родин. Густота населення становила 57 осіб/км².  Було 1303 помешкання (22/км²).
Расовий склад населення:
| - 76,7 % — білих - 2,1 % — чорних або афроамериканців - 1,7 % — корінних американців - 0,5 % — азіатів - 0,1 % — вихідців з тихоокеанських островів - 15,4 % — осіб інших рас |

До двох чи більше рас належало 3,5 %. Частка іспаномовних становила 69,1 % від усіх жителів.
За віковим діапазоном населення розподілялося таким чином: 29,0 % — особи молодші 18 років, 59,4 % — особи у віці 18—64 років, 11,6 % — особи у віці 65 років та старші. Медіана віку мешканця становила 35,9 року. На 100 осіб жіночої статі у переписній місцевості припадало 112,2 чоловіків;  на 100 жінок у віці від 18 років та старших — 112,7 чоловіків також старших 18 років.
Середній дохід на одне домашнє господарство  становив 39 710 доларів США (медіана — 35 000), а середній дохід на одну сім'ю — 43 753 долари (медіана — 38 638). За межею бідності перебувало 27,8 % осіб, у тому числі 15,1 % дітей у віці до 18 років та 20,1 % осіб у віці 65 років та старших.
Цивільне працевлаштоване населення становило 1033 особи. Основні галузі зайнятості: роздрібна торгівля — 17,0 %, сільське господарство, лісництво, риболовля — 15,2 %, будівництво — 14,5 %.